# Rhamphiophis oxyrhynchus
Rhamphiophis oxyrhynchus är en ormart som beskrevs av Reinhardt 1843. Rhamphiophis oxyrhynchus ingår i släktet Rhamphiophis och familjen snokar.
Denna orm förekommer i Afrikas Sahelzon från Senegal till Sydsudan, norra Uganda och nordvästra Kenya. Arten lever i låglandet och i bergstrakter upp till 1300 meter över havet. Habitatet varierar mellan fuktiga eller torra savanner och skogar. Födan utgörs främst av ödlor, grodor och små gnagare. Ibland äts andra ormar. Honor lägger 6 till 18 ägg per tillfälle.
För beståndet är inga hot kända. Rhamphiophis oxyrhynchus är i lämpliga områden talrik. IUCN listar arten som livskraftig (LC).

## Underarter
Arten delas in i följande underarter:
- R. o. oxyrhynchus
- R. o. rostratus